# Cobra the Impaler
Cobra the Impaler est un groupe belge de metal progressif, originaire de Gand, en Région flamande. En 2024, il compte deux albums — Colossal Gods et  Karma Collision — sortis au label Listenable Records.

## Histoire
Cobra the Impaler est formé en 2020 sous l'impulsion de Tace DC (Thijs De Cloedt) et du batteur Dirk Verbeuren, qui se sont rencontrés au sein de leur groupe Aborted. Ils sont rejoints par James Falck à la guitare, Manuel Remmerie au chant, et Michélé De Feudis à la basse. Musicalement, le groupe « distille un heavy metal accrocheur aux influences stoner/sludge progressives. »
En août 2021, le groupe signe un accord de distribution avec le label Listenable Records,. Un an plus tard, le groupe sort son premier album studio, intitulé Colossal Gods au début de 2022, qui atteint le succès,. En 2023, ils sortent le clip du morceau Spirit of Lyssa. Puis, en mars 2024, le groupe annonce la sortie de son futur album Karma Collision., publiant par la même occasion le single The Message.

## Discographie

### Albums studio
- 2022 : Colossal Gods (Listenable Records)
- 2024 : Karma Collision (Listenable Records)

### Apparitions
- 2022 : Scorched Earth, sur la compilation Various – Maximum Metal Vol. 269 (single clippé[10])
- 2022 : MountainsVarious, sur la compilation Alcatraz and Rock Tribune Present - Under One Flag
- 2024 : The Message, sur la compilation Various – Maximum Metal Vol. 287